# Renat Saidov
Renat Saidov (rusky Ренат Саидов (Renat Saidov)), (* 29. září 1988 v Stavropolu, Sovětský svaz) je ruský zápasník – judista, lezginského původu.

## Sportovní kariéra
Vyrůstal v Čerkesku, kde se v 7 letech začal věnovat bojovým sportům pod vedením Vjačeslava Pčelkina. Od roku 2009 se připravuje v Čeljabinsku pod vedením Alexandra Millera. S výškou 207cm patří mezi nejvyšší judisty vůbec a řadí se mezi přední evropské těžké váhy. Své vysoké nároky v ruské reprezentaci však nenaplňuje a místo ruské jedničky musí tvrdě hájit před Aslanem Kambijevem, Andrejem Volkovem a dalšími. V roce 2016 si vybojoval nominaci na olympijské hry v Riu a vypadl ve druhém kole s domácím Brazilcem Rafaelem Silvou na ippon technikou o-soto-gari.

### Vítězství
- 2010 – 1x světový pohár (Alma-Ata)
- 2012 – 1x světový pohár (Apia)
- 2014 – 3x světový pohár (Havana, Tchaj-wan, Kano Cup)
- 2015 – 1x světový pohár (Santiago de Chile)
- 2016 – 1x světový pohár (Madrid)

## Výsledky
| Olympijské hry     |     |   | — |    |    |     | úč. |
| Mistrovství světa  | —   | — |   | —  | 3. | úč. |     |
| Evropské hry       |     |   |   |    |    | 3.  |     |
| Mistrovství Evropy | úč. | — | — | 5. | —  | 3.  | —   |